# Balada per a piano i orquestra (Tailleferre)
La Balada per a piano i orquestra és una obra de Germaine Tailleferre composta l'any 1922.

## Història
Germaine Tailleferre va compondre un Fragment Simfònic l'any 1920, que va recuperar més tard per fer-ne una balada per a piano, en un estil influït per la música de Maurice Ravel,. Així com les seves primeres obres mostren un desig de reaccionar contra els llegats del segle xix i contra l’impressionisme, aquesta obra és una de les que conformen el seu retorn a la tradició francesa.Acabada l'any 1922, la Balada va ser estrenada per Ricard Viñes, a qui Tailleferre li va dedicadar l'any 1923. També fou interpretada per Clifford Curzon al Queen's Hall l'any 1926, però les crítiques són dolentes.
L'obra fou apreciada per les noves generacions. Els compositors del grup Jeune France, per mostrar que es posaven al costat de Tailleferre, van progamar aquesta obra en el seu primer concert l'any 1936, novament interpretada per Ricard Viñes, amb l'orquestra simfònica de París dirigits per Roger Désormière.
Existeix un enregistrament d'aquesta obra, amb la solista Rosario Marciano i l'Orquestra de Ràdio Luxemburg dirigits per Louis de Froment (editat al CD Music in Paris in the 1920s, Vox).

## Moviments
1. Modéré
2. Assez lent
3. Mouvement de valse
4. Lent